# Pugilato ai I Giochi olimpici giovanili estivi
Le gare di pugilato ai I Giochi olimpici giovanili estivi sono state disputate a Singapore dal 21 al 25 agosto 2010

## Podi

### Maschili
| Specialità | Oro                | Argento              | Bronzo             |
| 48 kg      | Ryan Burnett       | Salman Alizada       | Zohidjon Hoorboyev |
| 51 kg      | Emmanuel Rodriguez | Dj Maaki             | Hesham Abdelaal    |
| 54 kg      | Robeisy Ramírez    | Shiva Thapa          | Dawid Michelus     |
| 57 kg      | Artur Bril         | Elvin Isayev         | Fradimil Macayo    |
| 60 kg      | Evaldas Petrauskas | Brett Mather         | Krishan Vikas      |
| 64 kg      | Ricardas Kuncaitis | Samuel Zapata        | Fabian Maidana     |
| 69 kg      | David Lourenço     | Ahmad Mamadjanov     | Nursahat Pazziyev  |
| 75 kg      | Damien Hooper      | Juan Carlos Carrillo | Zoltan Harcsa      |
| 81 kg      | Irosvani Duverger  | Burak Aksin          | Sardorbek Begaliev |
| 91 kg      | Lenier Eunice Pero | Fabio Turchi         | Umit Can Patir     |
| +91 kg     | Tony Yoka          | Joseph Parker        | Daniil Svaresciuc  |